# El Palmar (kommunhuvudort)
El Palmar är en kommunhuvudort i Guatemala.   Den ligger i departementet Departamento de Quetzaltenango, i den sydvästra delen av landet, 110 km väster om huvudstaden Guatemala City. El Palmar ligger 687 meter över havet och antalet invånare är 15 167.
Terrängen runt El Palmar är kuperad åt sydväst, men åt nordost är den bergig. Runt El Palmar är det ganska tätbefolkat, med 160 invånare per kvadratkilometer. Närmaste större samhälle är Mazatenango, 15,5 km sydost om El Palmar. I omgivningarna runt El Palmar växer huvudsakligen savannskog.